# Agrotis tutti
Agrotis tutti är en fjärilsart som beskrevs av Emilio Berio 1936. Agrotis tutti ingår i släktet Agrotis och familjen nattflyn. Inga underarter finns listade i Catalogue of Life.